# Геролд от Винцгау
Геролд от Винцгау или Геролд I (на немски: Gerold von Vinzgau, von Anglachgau, Gerold I.; * 730; † сл. 784) е франкски благородник, 777/784 г. граф в Крайхгау и Англахгау. Той е прародител на родовете Геролдони и Удалрихинги.

## Живот
Геролд се жени за Има, дъщеря на алеманския dux Хнаби, внук на дъщеря на баварския херцог Теодо II (Агилолфинги). Дъщеря му Хилдегард се омъжва през 771 за Карл Велики, (Каролинги) и е майка на Лудвиг Благочестиви.
На 1 юли 784 г. Геролд и Има (Geroldus et coniux mea Imma) подаряват на имперския манастир Лорш обширни земи в Англахгау, Крайхгау, Вормсгау, Лобденгау и Уфгау. Вероятно Геролд умира малко след това.

## Деца
- Геролд Млади (Геролд II), основател на Геролдоните, маркграф на Аварската марка и префект на Бавария
- Удалрих I (Udalrich I, Ulrich, Adalrich, Odalrich), основател на Удалрихингите и граф в Албгау в Южен Шварцвалд
- Хилдегард ∞ 771 г. за Карл Велики, майка на Лудвиг Благочестиви, 814 император
- Роадберт, граф в графствата при Бодензе
- Вилигард ∞ граф Егилолф фон Бенсхайм († 4 април 783)
- Уто (Вото)
- Мегингоц
- Адриан († 822), 793 доказан, граф на Орлеан
- Ербио († сл. 808), баща на граф Одо Орлеански († 834), който е баща на Ирментруда Орлеанска († 869), която 842 г. се омъжва за император Карл II Плешиви (Каролинги).